# 신안산대학로
신안산대학대로(Sinansandaehak-ro)는 경기도 안산시 상록구 초지동 별망고가오거리에서 상록구 초지동 신안산대학입구삼거리를 잇는 도로이다.

## 주요 경유지
경기도
- 안산시 단원구 (초지동)

## 노선 경로
| 이름               | 접속 노선                               | 경유지 | 경유지 | 경유지 | 비고 |
| ------------------ | --------------------------------------- | ------ | ------ | ------ | ---- |
| 신안산대학교삼거리 | 동산로                                  | 안산시 | 단원구 | 초지동 |      |
| 전원주택삼거리     | 광덕4로                                 | 안산시 | 단원구 | 초지동 |      |
| 초지초교삼거리     | 광덕3로                                 | 안산시 | 단원구 | 초지동 |      |
| 신안산대학교삼거리 | 광덕2로                                 | 안산시 | 단원구 | 초지동 |      |
| 초지고교삼거리     | 광덕1로                                 | 안산시 | 단원구 | 초지동 |      |
| 주공17단지삼거리   | 초지2로                                 | 안산시 | 단원구 | 초지동 |      |
| 대일자동차 교차로  | 초지1로                                 | 안산시 | 단원구 | 초지동 |      |
| 별망고가오거리     | 국가지원지방도 제84호선 (해안로) 시우로 | 안산시 | 단원구 | 초지동 |      |
| 남양초지로와 직결  |                                         |        |        |        |      |

## 주요건물및 시설
- 신안산대학교 (신안산대학로 135/초지동 671)